# Bożenna Jaśkiewicz
Bożenna Anna Jaśkiewicz (ur. 27 lipca 1938 w Lublinie) – polska entomolog.

## Życiorys
W 1969 ukończyła studia na Akademii Rolniczej w Lublinie, w 1980 obroniła doktorat, a w 1997 habilitowała się. Od 2000 pełniła funkcję Kierownika Katedry Entomologii Akademii Rolniczej w Lublinie, w 2000 została odznaczona Medalem Komisji Edukacji Narodowej.

## Praca naukowa
Przedmiotem badań Bożenny Jaśkiewicz była entomologia stosowana, a szczególnie skład gatunkowy, biologia i znaczenie gospodarcze entomofauny wybranych upraw oraz skład gatunkowy i dynamika populacji mszyc (Homoptera, Aphilidae) i ich naturalnych wrogów podczas sezony wegetacyjnego na krzewach ozdobnych na terenie Lublina i okolic. 
Dorobek naukowy stanowi 66 publikacji, w tym 36 oryginalnych prac naukowych. 